# 廊下は走るな!
『廊下は走るな!』（ろうかははしるな!）は、日本の女性アイドルグループAKB48の派生ユニット・渡り廊下走り隊のオリジナルアルバム。2010年10月13日にポニーキャニオンから発売された。
渡り廊下走り隊としては初のアルバムで、AKB48の派生ユニットとしては、Chocolove from AKB48の『Dessert』に続く2組目のアルバムリリースとなる。
アルバムは2種の初回盤（それぞれA、Bと区別されている）、通常盤の計3種類がリリースされた。2種の初回盤にはそれぞれ収録内容の異なるDVDが付属している。CDの収録曲は全形態共通である。CDのジャケットは3種類すべて異なるデザインとなっている。特典として、2種の初回盤および通常盤の初回生産分には全国握手会イベント参加券およびオリジナル・トレーディングカード（カードはタイプごとに異なり、2種の初回盤はそれぞれ全3種のうちランダムで1種、通常盤は全6種のうちランダムで2種）が封入されており、これに加え2種の初回盤にはシングル「ギュッ」に封入されている「謎のイベント参加応募券」を投函するための「プレミアムイベント応募専用ハガキ」、およびスペシャルグッズプレゼントに必要となる応募券（これを投函するための応募ハガキはユニットの1stイメージDVD「走れ!夏休み」の特典となっている）が封入されている。
アルバムは12曲からなる。12曲のうち、「初恋ダッシュ」「青い未来」「やる気花火」「完璧ぐ〜のね」「アッカンベー橋」「青春のフラッグ」「ギュッ」の7曲はシングル曲としてリリースされた楽曲である。「猫だまし」「ドジ」「骨折ロマンス」「麻友のために」「柊の通学路」の5曲は初収録曲であり、このうち「麻友のために」はメンバーである渡辺麻友のソロ曲である。
キャッチコピーは、「先生、保健室に行っていいですか？」。

## 収録トラック

### 初回盤A
| #   | タイトル                   | 作詞         | 作曲           | 編曲           |
| --- | -------------------------- | ------------ | -------------- | -------------- |
| 1.  | 「猫だまし」               | 秋元康       | 熊上雅明       | 木之下慶行     |
| 2.  | 「初恋ダッシュ」           | 秋元康       | カイタツヤ     | KnocKout       |
| 3.  | 「完璧ぐ〜のね」           | 秋元康       | 藤本貴則       | KnocKout       |
| 4.  | 「ドジ」                   | 秋元康       | 筑田浩志       | 佐久間誠       |
| 5.  | 「青い未来」               | 秋元康       | 鈴木大輔       | 野中“まさ”雄一 |
| 6.  | 「アッカンベー橋」         | 秋元康       | 藤本貴則       | 安部潤         |
| 7.  | 「骨折ロマンス」           | 秋元康       | 大西とおる     | 平沢敦士       |
| 8.  | 「麻友のために」(渡辺麻友) | 秋元康       | 西賢二         | kudoking       |
| 9.  | 「ギュッ」                 | カシアス島田 | Voice of Mind  | 安部潤         |
| 10. | 「やる気花火」             | 秋元康       | 多田慎也       | fink bro.      |
| 11. | 「柊の通学路」             | 秋元康       | ムラマツテツヤ | 浜崎裕司       |
| 12. | 「青春のフラッグ」         | 秋元康       | 高木洋         | 生田真心       |

| #  | タイトル     | 作詞 | 作曲・編曲 |
| -- | ------------ | ---- | ---------- |
| 1. | 「床屋物語」 |      |            |

### 初回盤B
| #   | タイトル                   | 作詞         | 作曲           | 編曲           |
| --- | -------------------------- | ------------ | -------------- | -------------- |
| 1.  | 「猫だまし」               | 秋元康       | 熊上雅明       | 木之下慶行     |
| 2.  | 「初恋ダッシュ」           | 秋元康       | カイタツヤ     | KnocKout       |
| 3.  | 「完璧ぐ〜のね」           | 秋元康       | 藤本貴則       | KnocKout       |
| 4.  | 「ドジ」                   | 秋元康       | 筑田浩志       | 佐久間誠       |
| 5.  | 「青い未来」               | 秋元康       | 鈴木大輔       | 野中“まさ”雄一 |
| 6.  | 「アッカンベー橋」         | 秋元康       | 藤本貴則       | 安部潤         |
| 7.  | 「骨折ロマンス」           | 秋元康       | 大西とおる     | 平沢敦士       |
| 8.  | 「麻友のために」(渡辺麻友) | 秋元康       | 西賢二         | kudoking       |
| 9.  | 「ギュッ」                 | カシアス島田 | Voice of Mind  | 安部潤         |
| 10. | 「やる気花火」             | 秋元康       | 多田慎也       | fink bro.      |
| 11. | 「柊の通学路」             | 秋元康       | ムラマツテツヤ | 浜崎裕司       |
| 12. | 「青春のフラッグ」         | 秋元康       | 高木洋         | 生田真心       |

| #  | タイトル               | 作詞 | 作曲・編曲 |
| -- | ---------------------- | ---- | ---------- |
| 1. | 「ナハナハ・マンデー」 |      |            |

### 通常盤
| #   | タイトル                   | 作詞         | 作曲           | 編曲           |
| --- | -------------------------- | ------------ | -------------- | -------------- |
| 1.  | 「猫だまし」               | 秋元康       | 熊上雅明       | 木之下慶行     |
| 2.  | 「初恋ダッシュ」           | 秋元康       | カイタツヤ     | KnocKout       |
| 3.  | 「完璧ぐ〜のね」           | 秋元康       | 藤本貴則       | KnocKout       |
| 4.  | 「ドジ」                   | 秋元康       | 筑田浩志       | 佐久間誠       |
| 5.  | 「青い未来」               | 秋元康       | 鈴木大輔       | 野中“まさ”雄一 |
| 6.  | 「アッカンベー橋」         | 秋元康       | 藤本貴則       | 安部潤         |
| 7.  | 「骨折ロマンス」           | 秋元康       | 大西とおる     | 平沢敦士       |
| 8.  | 「麻友のために」(渡辺麻友) | 秋元康       | 西賢二         | kudoking       |
| 9.  | 「ギュッ」                 | カシアス島田 | Voice of Mind  | 安部潤         |
| 10. | 「やる気花火」             | 秋元康       | 多田慎也       | fink bro.      |
| 11. | 「柊の通学路」             | 秋元康       | ムラマツテツヤ | 浜崎裕司       |
| 12. | 「青春のフラッグ」         | 秋元康       | 高木洋         | 生田真心       |